# Mirko Vidović
Mirko Vidović (Bila kraj Livna, 31. prosinca 1940. − Valence, Francuska, 13. listopada 2016.), bio je hrvatski književnik i kipar iz Bosne i Hercegovine. 

## Životopis

### Rani život i obrazovanje
Pučku školu pohađao je u rodnom selu Bila kod Livna (1947. – 1951.), a nižu gimnaziju pohađao je od 1952. do 1955. godine u Odžaku i u Bosanskom Šamcu. Tada se prvi put pojavilo i njegovo ime kao suradnika u prvom broju sarajevskih Malih novina. Po završetku Male mature, upisao se je u Gimnaziju "S.S. Kranjčević" u Livnu. Kao učenik drugog razreda gimnazije sudjelovao je, 1957. godine, u anonimnom natječaju sarajevskog dnevnika Oslobođenje za priču iz znanstvene fantastike i dobio prvu nagradu. Od tada je počeo život Mirka Vidovića kao književnog stvaratelja. Prve pjesme objavio je u livanjskom listu Naša komuna, te potom surađuje u Narodnom listu, Zadarskoj reviji, Poletu, Kolu, u splitskom Vidiku, u Riječkoj reviji i inima.
Zbog praktičnog opsluživanja svoje vjere, Vidović je imao velikih problema s ondašnjim Omladinskim komitetom SKBiH: zbog javnog izraza žaljenja za smrću pape Pija XII. osuđen je na deset dana zatvora. Nastavničko vijeće tada ga je htjelo izbaciti iz Gimnazije, no osobnim jamstvom ravnatelja škole, Arslana Zijadića ipak je uspio završiti Gimnaziju u Livnu. Za maturalni sastav dobio je opet prvu nagradu BiH - Antologiju djela pisaca BiH koju je osobno potpisao A. Vuco.
Nakon završetka Gimnazije u Livnu, zbog nemogućnosti upisivanja arhitekture u Zagrebu i zbog materijalnih problema inače, upisao se, 1960. godine, na Filozofski fakultet u Zadru. Diplomirao je hrvatski jezik i jugoslavenske književnosti, te francuski, s odličnim u prosincu 1964. godine.

### Progon i emigracija
Nakon završenog Filozofskog fakulteta, vjenčan s Francuskinjom Lucienne (rođ. Ravit), privremeno je zaposlen kao urednik Kulturne kronike u zadarskom Narodnom listu u očekivanju službenog imenovanja asistentom u tamošnjem Institutu JAZU kao znanstvenim istraživačem na području povijesti pismenosti na Jadranskoj obali. U njegovom domu u Zadru počeo je s radom Pokret nezavisnih intelektualaca koji je okupio oko načela mišljenja po savjesti, a ne po ideološkim načelima i taj ustvari jedini takav pokret u ondašnjem komunističkom svijetu, doživio je zabranu, izbacivanje s posla njegovih pripadnika, neki su morali emigrirati, a nekoliko njih je osuđeno i išlo na robiju. No, zbog vođenja ankete o populacijskoj problematici u Zadru, pao je u nemilost i morao je hitno napustiti zemlju sa ženom i djetetom i otići u Francusku, kako bi izbjegao proces zbog navodnog odavanja državnih tajni u korist Vatikana.
Po dolasku u Francusku, upisao je ponovno književnost i ruski jezik na Sveučilištu u Lyonu i opet postigao diplomu (do stupnja magisterija). Nakon toga upisao je i Čistu filozofiju, no nije taj fakultet uspio završiti, jer je s francuskom putovnicom morao hitno ići u posjet teško bolesnoj majci u Livno. Po povratku iz Livna, izdao ga je u Zadru nekadašnji kolega s Fakulteta i bio je uhićen. Suđeno mu je u Zadru 3. rujna 1971. godine zbog knjige pjesama Hram nade i osuđen je na četiri godine strogog zatvora. Kad je dospio u KPD Stara Gradiška, udbaški inspektori su pod međunarodnim pritiskom ponudili Vidoviću svjedočenje protiv dva intelektualca koji su nakon pada Hrvatskog proljeća zatvoreni i da nakon tog svjedočenja bude oslobođen. Vidović je odbio. Njemu samomu su ponovno sudili u Zagrebu i 31. ožujka 1973. godine osuđen je na još tri i pol godine robije zbog toga što je prigodom boravka u Francuskoj objavljivao svoje radove u izdanjima Hrvatske revije, pod motivacijom da je bio povezan s "neprijateljskom emigracijom".
Nakon teške tri godine zatočeništva u logoru Stara Gradiška, prebačen je u Srijemsku Mitrovicu, gdje je zadržan još više od dvije godine na izdržavanju kazne. Nakon osobnog zauzeća ondašnjeg francuskog predsjednika pušten je, 1976. godine, nakon izdržanih pet godina i dva mjeseca robije, na uvjetnu slobodu i administrativno protjeran iz Jugoslavije.
Ponovno u inozemstvu kao francuski državljanin objavio je, 1977. godine, uspomene s robije pod naslovom Sakrivena strana mjeseca: zapisi o Titovim tamnicama. Knjiga je doživjela dva izdanja na hrvatskom, te prijevode u cjelini na francuski i talijanski, a djelomično na engleski i španjolski. Pozvan je službeno kao svjedok istine u komunističkim zatvorima i u centralu Amnesty Internationala u Londonu i u središnjicu Međunarodne lige za ljudska prava. Na robiji je napisao i knjigu pjesama Bijeli vitez i uspio ju poslati na slobodu tajnim kanalom. U inozemstvu je ta knjiga objavljena na hrvatskom i francuskom jeziku (u Švicarskoj). U inozemstvu je još objavio i svoje knjige Ribnjak Bethesda, Boomerang i Što je to HNV.
Sudjelovao je na u 'Međunarodnom meetingu poezije' u Parizu 1979. godine.
Koncem 1979. godine na poziv poznatih kolega sa zapadnih sveučilišta kandidirao se na izborima za Sabor Hrvatskog narodnog vijeća i izabran je pri vrhu liste tridesetorice sabornika. Na zasjedanju III. Sabora HNV-a u Londonu, u siječnju 1980. bio je imenovan Predsjednikom Sabora HNV-a. Kao Predsjednik Sabora HNV-a sudjelovao je u radu Madridske konferencije i, krajem studenoga 1980. godine, bio jednim od glavnih utemeljitelja Međunarodnog helsinškog udruženja. Zatim je sudjelovao i u radu Ottawske konferencije u travnju 1985. godine. Bio je priman u velikim državnim institucijama SAD-a, Francuske, Europske zajednice itd. Izabran je za Glavnog konceptora u procesu primjene 'Završnog dokumenta helsinške konferencije' i u tom duhu vodio je poslove pravednog procesa samoodređenja naroda na prostorima bivše Jugoslavije.
Mirko Vidović se uz književnost bavio i kiparstvom i autorom je više od sedamdeset skulptura.
Umro je u francuskome gradu Valenceu, 13. listopada 2016. godine.

## Djela
Njegova Bibliografija se sastoji od 1280 objavljenih naslova, od toga 110 na stranim jezicima i na raznim stranama svijeta. U Domovini je objavio i dvije zbirke pripovjedaka iz srednjovjekovne Bosne - Drijenove svirale, 1993. godine te Šta je, je - šta nije, nije! - zbirku anegdota iz vremena kolektivizacije livanjskih sela nakon Drugoga svjetskoga rata. U Rukopisu ostavio je 42 knjige iz raznih područja, a od toga 10 kazališnih drama i 12 svezaka iz Filozofije virtualnosti i stvarnosti (epistemološka analiza našeg vremena na svim segmentima lepeze znanja i znanosti.
Nepotpun popis:
- Pjesme, Studentski literarni klub, Zadar, 1964. (suautori Vladimir Pavić i Stojan Vučićević)[5] (Mirko Vidović u toj zbirci potpisan je anagramom Vidmir)[6]
- Kameni grad, (pjesme), Zadar, 1964.
- Hram nade, (pjesme), München-Barcelona, 1970.
- Ribnjak Bethesda, (novele), Rim, 1971.
- Sakrivena strana mjeseca: zapisi o Titovim tamnicama, Knjižnica Hrvatske revije, München-Barcelona, 1977. (2. izd. 1978.; franc. izd. La face cachée de la lune, ou, Cinq ans dans les prisons de Tito, Nouvelles Editions latines, Pariz, 1983.; tal. izd. Prigioniero di Tito: la sconvolgente testimonianza di un poeta cattolico croato-francese sulla realtà nascosta del comunismo jugoslavo, L. Reverdito, Trento, 1989.)
- Bijeli vitez, (pjesme), San Mateo, 1979. (franc izd. Chevalier Blanc: (chants de captivite): poems, Les Editions du Rondeau, Lausanne, 1988.)
- KRV, (drama), Chicago, 1983.
- Boomerang: putopis po Australiji, Sydney, 1984.
- Što je Hrvatsko narodno vijeće, Knjižnica MO HNV-a "Kralj Tomislav", Sydney, 1984.
- Hrvatski iranski korijeni, sv. 1, "Grgur Ninski", [Zagreb?], 1991.[7]
  - dio 2: Pad i uspon Ilirije, Matica hrvatska, Ogranak Livno [etc.], Livno [etc.], 2005.
  - dio 3: Panonija, Matica hrvatska, Ogranak Livno [etc.], Livno [etc.], 2003.
  - dio 4: Ban Kulin i krstjanska Bosna, HKD Napredak, Sarajevo [etc.], 2001.
- Drijenove svirale, Matica hrvatska Ogranak Livno, Livno, 1993.
- Kulin ban i Bosna, Zlatko Tomičić, Zagreb, 1993.
- Gatha od Spitama Zarathuštre, Matica hrvatska, Ogranak Livno [etc.], Livno [etc.], 2003.
- ANTEJ - roman o Zadru, Matica hrvatska, Ogranak Zadar, Zadar, 2010.
- Sakrivena strana mjeseca: zapisi u Titovim tamnicama, knj. 1-2, Hrvatska domoljubna knjižnica, knj. 5, Ognjište, Zagreb, 2010.
- Postojbina Dinaraca i njihovo raseljavanje: prilozi za proučavanje podrijetla Hrvata, Škorpion-Napredak-Matica hrvatska, Ogranak Bjelovar, Zagreb-Sarajevo-Bjelovar, 2011.
- Povijest jadransko-podunavskih zemalja do stoljeća sedmog, Škorpion-Napredak-Matica hrvatska, Ogranak Bjelovar, Zagreb-Sarajevo-Bjelovar, 2012.
- Kako je nastao Pokret nezavisnih intelektualaca u Zadru: testament disidentske generacije, Škorpion-Napredak-Matica hrvatska, Ogranak Bjelovar, Zagreb-Sarajevo-Bjelovar, 2013.
- Novi Ahasver: istina o Hrvatskoj i usputne bilješke, Škorpion, Zagreb, 2014.
- Miljokazi povijesti Dinaraca: anamneza povijesne amnezije: rasprave i prilozi, Škorpion-Napredak-Matica hrvatska, Ogranak Bjelovar, Zagreb-Sarajevo-Bjelovar, 2016.

## Nagrade i priznanja
- 1957.: na natječaju sarajevskih dnevnih novina Oslobođenje za priču iz znanstvene fantastike dobio je prvu nagradu.
- Svojim upornim radom dobio je niz međunarodnih priznanja: Zlatnu medalju grada Los Angelesa, Jubilarnu medalju Kijeva, uvršten je među 'velike suvremene pripovjedače' u glasilu 'Short Story International', koji izdaje Institut za međunarodnu kulturnu razmjenu u New Yorku, ušao je u američki Leksikon suvremenih europskih pisaca itd.
- Godine 1986. pozvan je u članstvo prestižne Međunarodne akademije čije se sjedište nalazi u Italiji. Promaknut je 2002. godine u čast Viteza Akademije.

## Vanjske poveznice
- Službeni blog  Arhivirana inačica izvorne stranice od 15. veljače 2015. (Wayback Machine)